# بادي أشدون
بادي أشدون (بالإنجليزية: Paddy Ashdown)‏ هو دبلوماسي بريطاني، شغل منصب الممثل السامي للبوسنة والهرسك .

## روابط خارجية
- بادي أشدون على موقع مونزينجر (الألمانية)
- بادي أشدون على موقع إن إن دي بي (الإنجليزية)